# Best of Poets of the Fall
Best of Poets of the Fall é o quarto álbum (em ordem cronológica) e o primeiro disco compilatório da banda de rock finlandesa Poets of the Fall.
O álbum foi lançado em 2009, com o selo SaReGaMa, somente na Índia. Devido a este fato, este CD não aparece no site oficial da banda. 

## Faixas
01-Fire

02-Stay

03-Carnival of Rust

04-Locking up the Sun

05-The Ultimate Fling

06-Revolution Roulette

07-Diamonds for Tears

08-Late Goodbye

09-Lift

10-Illusion & Dream

11-Maybe tomorrow is a better day